# Л. П. Папињо (Терни)
Л. П. Папињо је насеље у Италији у округу Терни, региону Умбрија.
Према процени из 2011. у насељу је живело 50 становника. Насеље се налази на надморској висини од 180 м.